# Louboutins
Louboutins – piosenka dance/popowa amerykańskiej piosenkarki Jennifer Lopez wydana 21 grudnia 2009 roku w formacie digital download. Pierwotnie utwór miał trafić na siódmy album studyjny artystki, Love?, lecz nie doszło do tego, mimo iż piosenka została wydana jako singiel promujący płytę. Autorami i producentami singla są The-Dream i Tricky Stewart. Nagranie zebrało negatywne recenzje.

## Notowania
| Lista (2010)                       | Najwyższa pozycja |
| ---------------------------------- | ----------------- |
| US Billboard Hot Dance Songs Chart | 1                 |

## Historia wydania
| Kraj              | Data wydania    | Format                | Wytwórnia    |
| ----------------- | --------------- | --------------------- | ------------ |
| Stany Zjednoczone | 8 grudnia 2009  | CHR/Mainstream Top 40 | Epic Records |
| Stany Zjednoczone | 21 grudnia 2009 | Digital download      | Epic Records |